# Lars Olof Larsson
Lars Olof Larsson (* 1938 in Västerås) ist ein schwedisch-deutscher Kunsthistoriker und war von 1980 bis zu seiner Emeritierung 2003 Leiter des Kunsthistorischen Institutes in Kiel.

## Leben
Lars Olof Larsson studierte Kunstgeschichte, Germanistik und Vergleichende Literaturwissenschaft in Stockholm, Berlin (FU) und Wien. 1965 bis 1967 war er als Stipendiat der Alexander von Humboldt-Stiftung am Zentralinstitut für Kunstgeschichte in München sowie an der  Universität Bonn.
1967 promovierte er über den niederländischen Bildhauer Adrian de Vries. Dem folgten Lehrtätigkeiten an den Universitäten Stockholm und Göteborg, 1971/72 ein Aufenthalt am Harvard University Center for Italian Renaissance Studies in Florenz und eine Gastprofessur 1973 an der Boston University. Nach seiner Habilitation wurde er 1980 auf die neugeschaffene C-4-Professur für Kunstgeschichte an der Christian-Albrechts-Universität zu Kiel berufen, wo er bis zu seiner Emeritierung 2003 als Leiter des Kunsthistorischen Instituts tätig war.
1991 arbeitete er dank eines einjährigen Forschungsstipendiums am Netherlands Institute for Advanced Study in the Humanities and Social Sciences (NIAS) in Wassenaar.

## Ausgewählte Schriften
- Von allen Seiten gleich schön. Studien zum Begriff der Vielansichtigkeit in der europäischen Plastik von der Renaissance bis zum Klassizismus (= Stockholm Studies in History of Art. 26, ZDB-ID 408772-0). Almquist & Wiksell International, Stockholm 1974.
- Die Neugestaltung der Reichshauptstadt. Albert Speers Generalbebauungsplan für Berlin. Hatje, Stuttgart 1978, ISBN 3-7757-0127-3.
- Der Hamburger Codex 105 in Scrinio. Studien zu einer Bibelhandschrift aus dem Jahre 1504 (= Göteborger germanistische Forschungen, Bd. 19). Acta Universitatis Gothoburgensis, Göteborg 1980, ISBN 91-7346-084-2 (Dissertation Universität Göteborg).
- Reiner Haussherr. Schwerpunkt Mittelalter. In: Kunstgeschichte in Kiel 1893–1993. 100 Jahre Kunsthistorisches Institut der Christian-Albrechts-Universität. Rektorat der Christian-Albrechts-Universität, Kiel 1994, ISBN 3-928794-11-6, S. 89–91.
- Adrian de Vries in Schaumburg. Die Werke für Fürst Ernst zu Holstein-Schaumburg 1613–1621 (= Kulturlandschaft Schaumburg. Bd. 3). Hatje, Ostfildern-Ruit 1998, ISBN 3-7757-0730-1.
- Wege nach Süden – Wege nach Norden. Aufsätze zu Kunst und Architektur. Ludwig, Kiel 1998, ISBN 3-9805480-9-0.
- mit Sabine Behrens: Geborgene Schätze. Europäische Ornamentstiche 1500–1800. Museumsberg Flensburg, 8. August – 3. Oktober 2004, Emschertal-Museum der Stadt Herne, 2005. Boyens, Heide 2004, ISBN 3-8042-1155-0.
- mit Sabine Larsson und Ingolf Lamprecht: „Fröhliche Neugestaltung“ oder die Gigantoplanie von Berlin 1937–1943. Albert Speers Generalbebauungsplan im Spiegel satirischer Zeichnungen von Hans Stephan. Ludwig, Kiel 2008, ISBN 978-3-937719-69-6.
- Antike Mythen in der Kunst. 100 Meisterwerke (= Reclams Universal-Bibliothek. 18592). Reclam, Stuttgart 2009, ISBN 978-3-15-018592-6.
- „ ...Nur die Stimme fehlt!“ Porträt und Rhetorik in der Frühen Neuzeit. Ludwig, Kiel 2012, ISBN 978-3-86935-051-6.